# Политехническая школа Монреаля

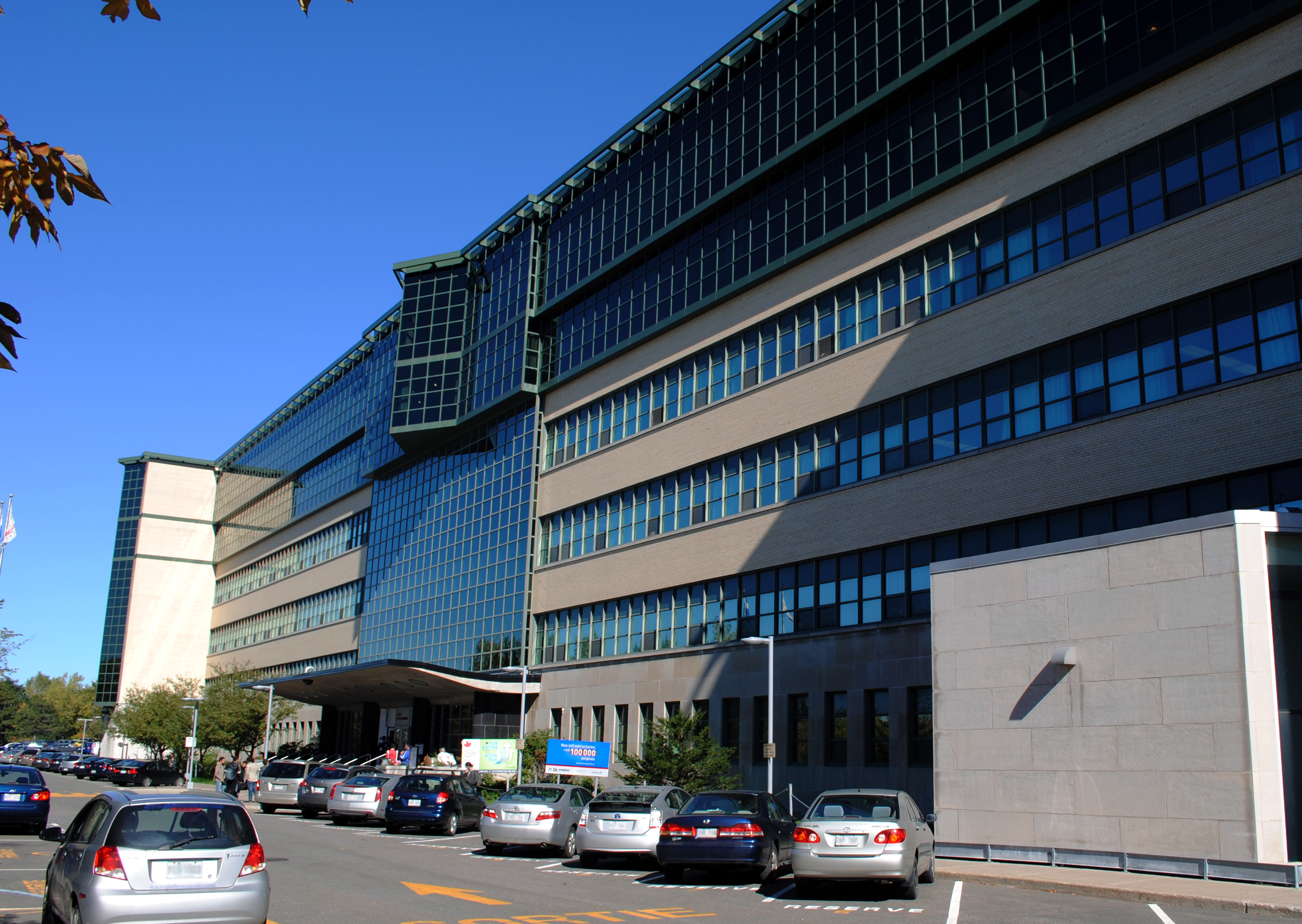
Главное здание Политехнической школы Монреаля

Политехническая школа Монреаля (фр. Polytechnique Montréal) — высшее учебное заведение в городе Монреаль, в канадской провинции Квебек. Является филиалом Монреальского университета. Находится вместе с ним в большом кампусе в районе Монреаля Кот-де-Неж.
Политехническая школа была основана в 1873 году. В 2010 году она насчитывала 220 преподавателей, 150 исследователей и более 6000 студентов, что делало её крупнейшей политехнической школой в Квебеке и одной из трёх крупнейших в Канаде. В 2005 году около четверти студентов составляли женщины.
Нынешнее главное здание было построено в 1958 году. Оно было радикально отремонтировано и расширено в 1975 и 1989 годах. Павильон Лассонд (Pavillon Lassonde) был открыт в 2005 году для размещения факультетов электротехники и информатики и библиотеки. Это первое учебное здание в Квебеке, которое сертифицировано как «устойчивое здание» и частично оборудовано зелёной крышей. Два других здания, Pavillon André-Aisenstadt и Pavillon J.-Armand-Bombardier, содержат части Политехнической школы.
В 1989 году в школе произошло массовое убийство на почве ненависти к феминизму, жертвами которого стали 14 женщин.